# Creso
Creso (en griego Κροῖσος, Kroisos), último rey de Lidia (entre el 560 y el 546 a. C.), de la dinastía Mermnada, con un reinado que estuvo marcado por los placeres, la guerra y las artes.
Creso nació hacia el 595 a. C.. Al morir su padre Aliates de Lidia en el 560 a. C., Creso conquistó Panfilia, Misia y Frigia; en definitiva, sometió a todas las ciudades griegas de Anatolia hasta el río Halis (salvo Mileto), a las que hizo importantes donaciones para sus templos. Debido a la gran riqueza y prosperidad de su país, de él se decía que era el hombre más rico en su tiempo.
La leyenda cuenta que, ante el inquietante avance de Ciro II de Persia, Creso envió un mensajero al Oráculo de Delfos, que le respondió que si conducía un ejército hacia el Este y cruzaba el río Halis, destruiría un imperio. Creso hizo entonces lo que el oráculo dijo: marchó hacia el Este y cruzó el río Halis. Para ello organizó una alianza con Nabónido de Babilonia, Amosis II de Egipto y la ciudad griega de Esparta. Sin embargo, las fuerzas persas derrotaron a la coalición en Capadocia, en la batalla del río Halis (547 a. C.) y cayó el imperio lidio. El oráculo había formulado el vaticinio de tal manera que se cumpliría tanto si Creso triunfaba, como si era derrotado.